# Karuzela prekognitywna
Karuzela prekognitywna – efekt podejmowania decyzji przed uświadomieniem sobie tego, zaobserwowany w badaniach naurofizjologicznych.
Efekt karuzeli prekognitywnej odkryty został przez brytyjskiego neurochirurga nazwiskiem William Grey Walter. Jego badania stanowią kontynuację doświadczeń podejmowanych wcześniej przez Libeta, dotyczących umiejscawiania w czasie świadomego postrzegania bodźca, głoszącego subiektywne opóźnienie świadomości intencji (to znaczy subiektywnie oceniane przez badanego umiejscowienie czasu podjęcia decyzji występowało później, niż potencjał elektryczny związany z gotowością do jej podjęcia). Grey Walter zamierzał przetestować hipotezę dotyczącą inicjowania czynności dobrowolnych przez potencjały mózgowe.

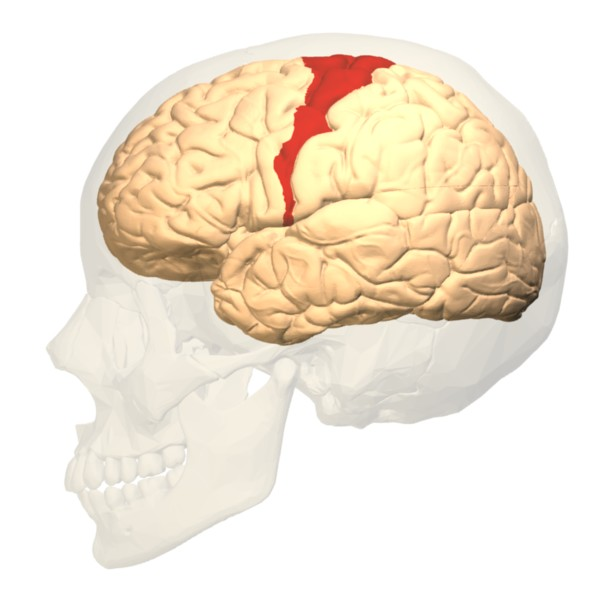
Pierwszorzędowa kora ruchowa

Grey Walter podłączył uczestnikom badania elektrody do kory mózgowej, dokładnie do kory ruchowej. Tak potraktowanym probantom pokazywał slajdy. Jeśli badany nudził się, nie chciał oglądać danego slajdu, ciekawił go następny, mógł przyśpieszyć pokaz. Uczony zaopatrzył go w przycisk, informując probanta, że służy on do przyśpieszania pokazu. Tak więc uczestnik badania mógł – jeśli to on podjął taką decyzję (wolna wola) – przyśpieszyć pokaz slajdów.
Przeprowadzający eksperyment nie wyjawiał jednak badanym tego istotnego faktu, że przycisk nie był w ogóle podłączony do rzutnika slajdów, w przeciwieństwie do elektrod umiejscowionych w korze ruchowej badanych. Elektrody te wyczuwały powstające tam potencjały elektryczne, świadczące o gotowości badanego do przyciśnięcia przycisku. Były one wyrazem podjętej przez badanego decyzji o przesunięciu pokazu na następny slajd. To powstający potencjał przesuwał pokaz dalej, a nie naciśnięcie przycisku.
Uczestnicy eksperymentu doznawali szokującego przeżycia. Mieli wrażenie, że rzutnik slajdów czyta im w myślach i wypełnia ich decyzje na moment przed tym, gdy rzeczywiście je podejmowali. Kiedy mieli już podjętą decyzję, slajd już przesuwał się dalej, oni zaś właśnie wtedy wciskali przycisk, oczekując, że w takim wypadku slajdy przesuną się o 2 do przodu.
Zdziwienie probantów wynikało ze zbyt wcześnie pojawiającej się w mózgu informacji o realizacji zadania wykonanego przezeń. Wyniki nie mogą jednak świadczyć o bezwzględnym umiejscowieniu decyzji w czasie.